# Marie Hejlová
Marie Hejlová (1. srpna 1924 – ???) byla česká a československá politička Komunistické strany Československa a poúnorová poslankyně Národního shromáždění ČSR a Národního shromáždění ČSSR a Sněmovny lidu Federálního shromáždění.

## Biografie
Ve volbách roku 1954 byla zvolena za KSČ do Národního shromáždění ve volebním obvodu Pardubice. Mandát obhájila ve volbách v roce 1960 (nyní již jako poslankyně Národního shromáždění ČSSR za Východočeský kraj, podílela se na projednání ústavy ČSSR v roce 1960) a volbách roku 1964. V parlamentu zasedala do konce funkčního období v roce 1968. K roku 1954 se profesně uvádí jako členka JZD v obci Luková.
Po federalizaci Československa usedla roku 1969 za KSČ do Sněmovny lidu Federálního shromáždění (volební obvod Lanškroun), kde setrvala do konce volebního období, tedy do voleb v roce 1971.